# 施托肯博伊
施托肯博伊是奥地利克恩顿州菲拉赫兰县的一个市镇。总面积100.18平方公里，总人口1642人，人口密度16.4人/平方公里（2011年）。